# Allegheny Airlines
Allegheny Airlines — упразднённая авиакомпания со штаб-квартирой в Питтсбурге (Пенсильвания, США), работавшая на рынке регулярных пассажирских перевозок в период с 1953 по 1979 годы. На базе данного перевозчика в 1979 году образовалась магистральная авиакомпания США USAir.
Портом приписки перевозчика являлся Национальный вашингтонский аэропорт (округ Арлингтон, Виргиния). Штаб-квартира расположена в Питтсбурге, Пенсильвания.

## История
Деятельность Allegheny Airlines началась с образования авиакомпании All American Aviation Company, которая была основана как часть семейного бизнеса американскими бизнесменами братьями Ричардом и Алексисом Дюпонами, и начала выполнение почтовых и пассажирских перевозок 7 марта 1939 года.

### До 1979 года

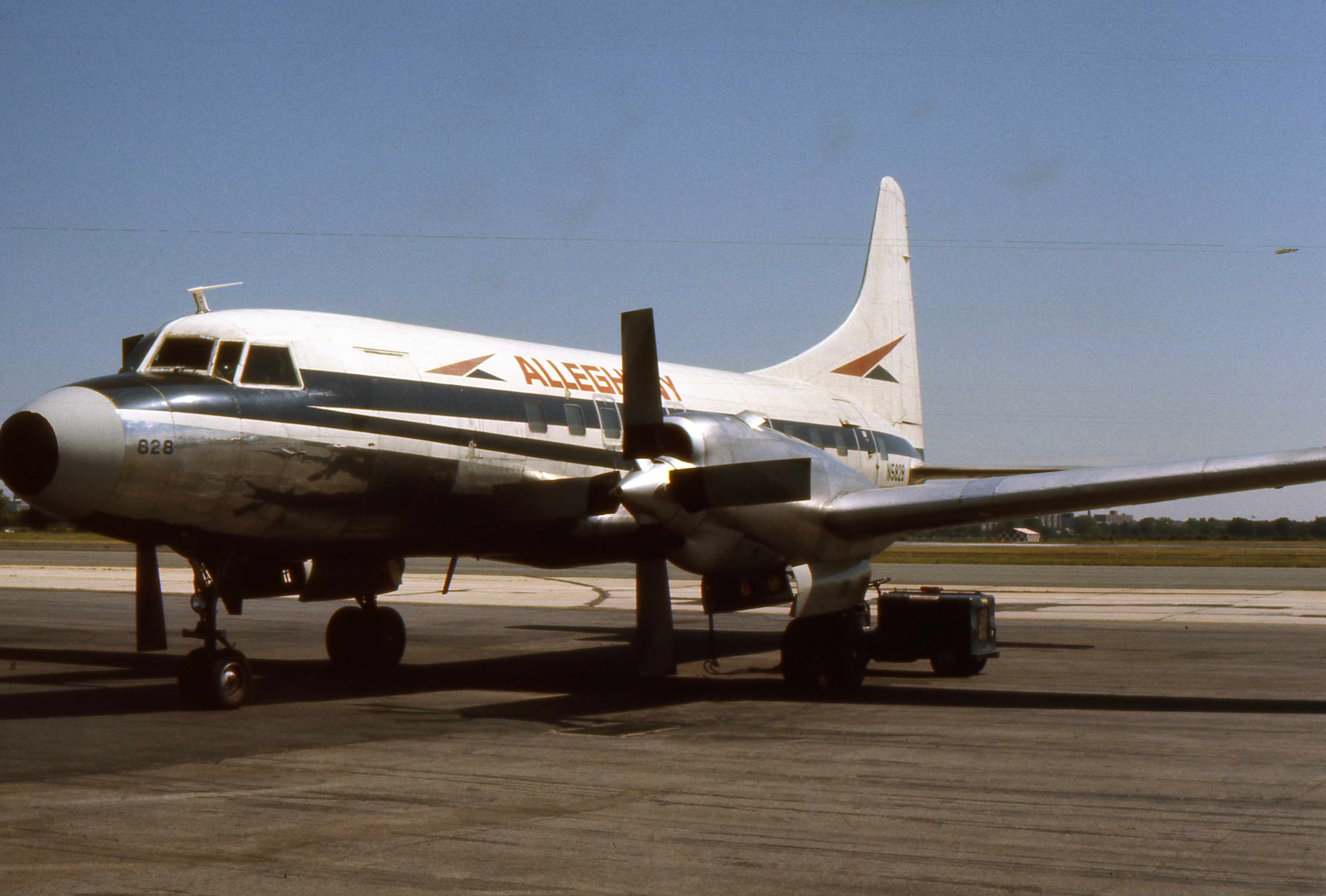
В 1975 году Allegheny Airlines эксплуатировала 41 лайнер Convair 580

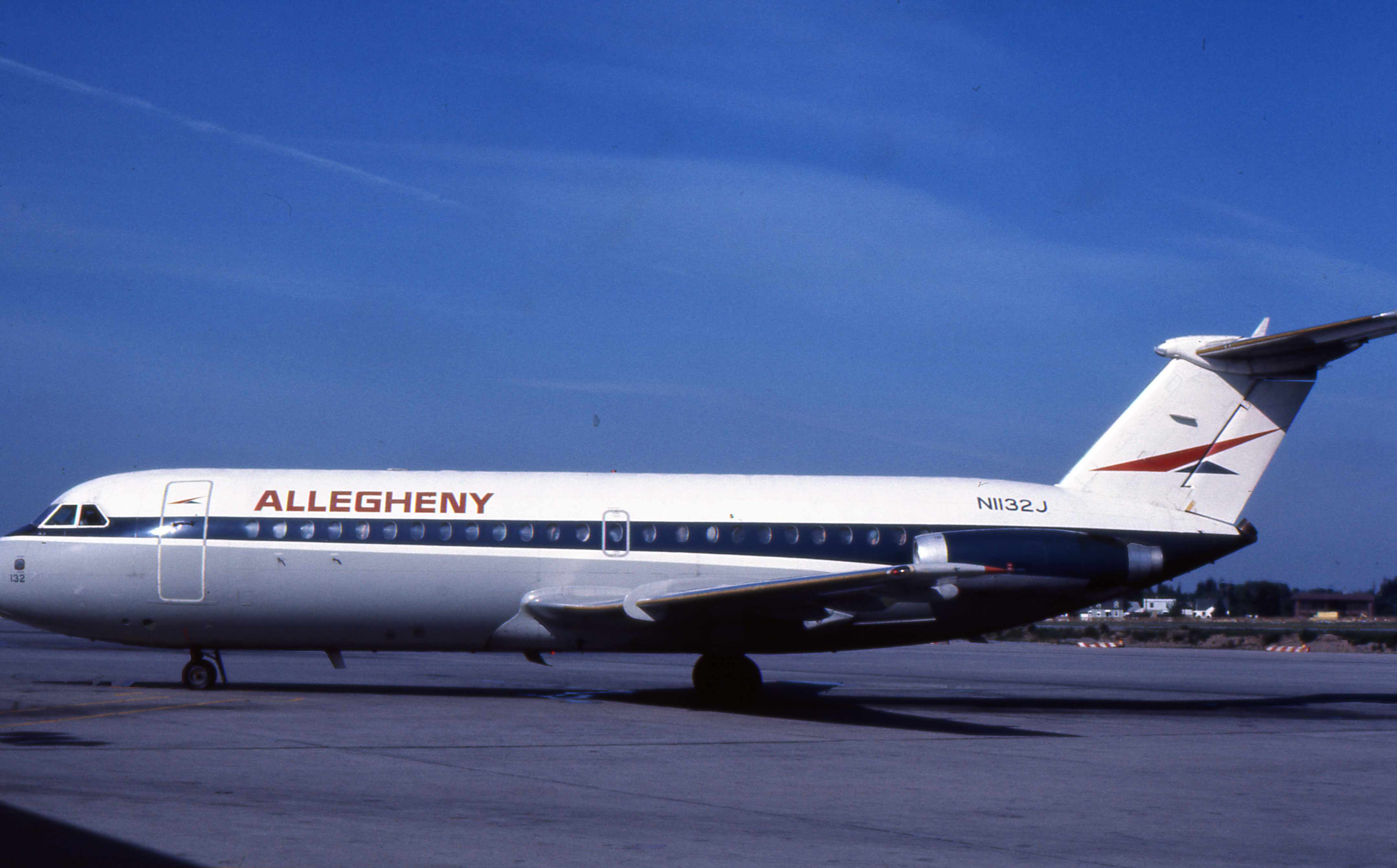
На регулярных маршрутах использовались также самолёты BAC 1-11

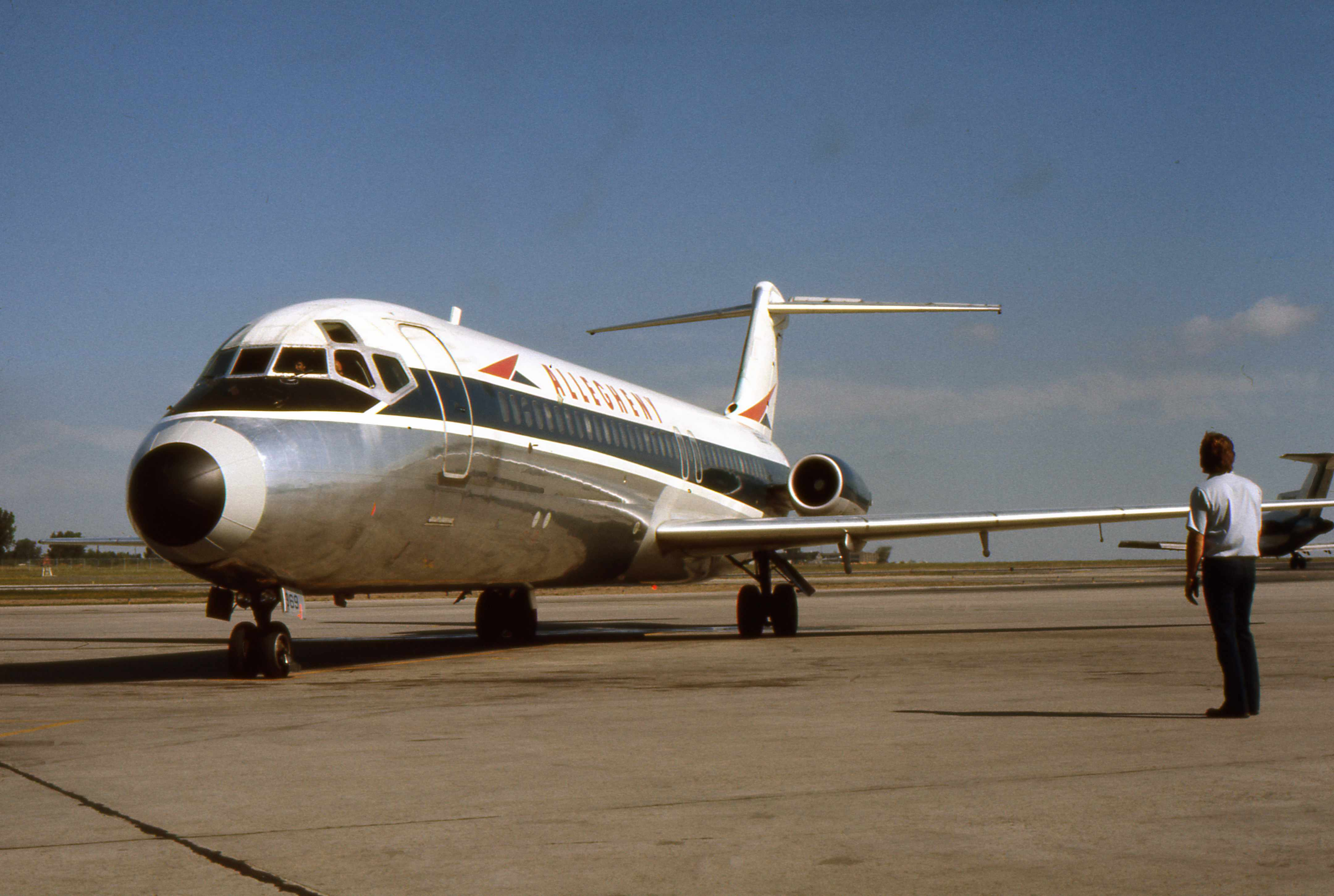
Флот самолётов Douglas DC-9 авиакомпании насчитывал 36 единиц

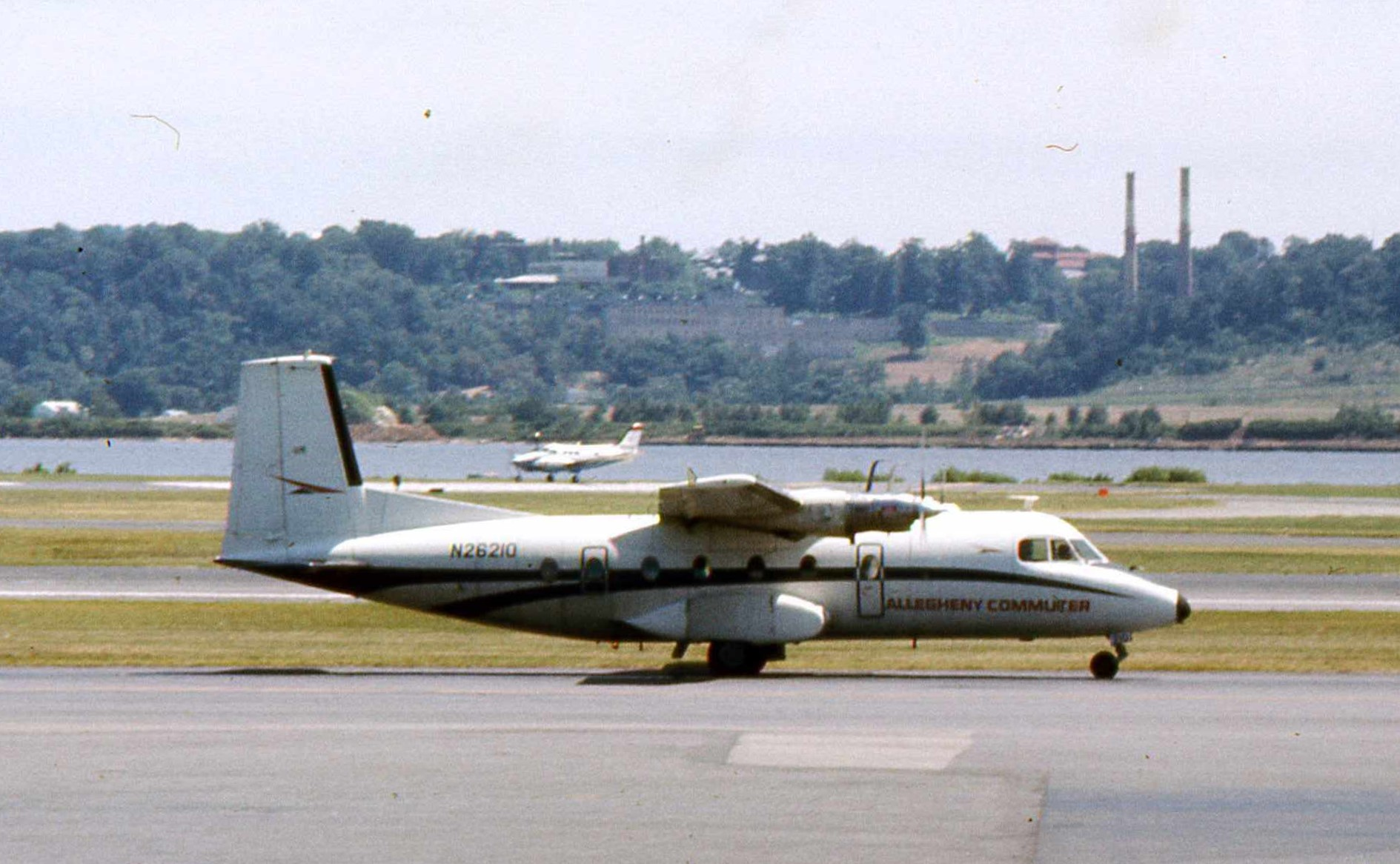
Подразделение местных авиалиний эксплуатировало турбовинтовые Nord 262

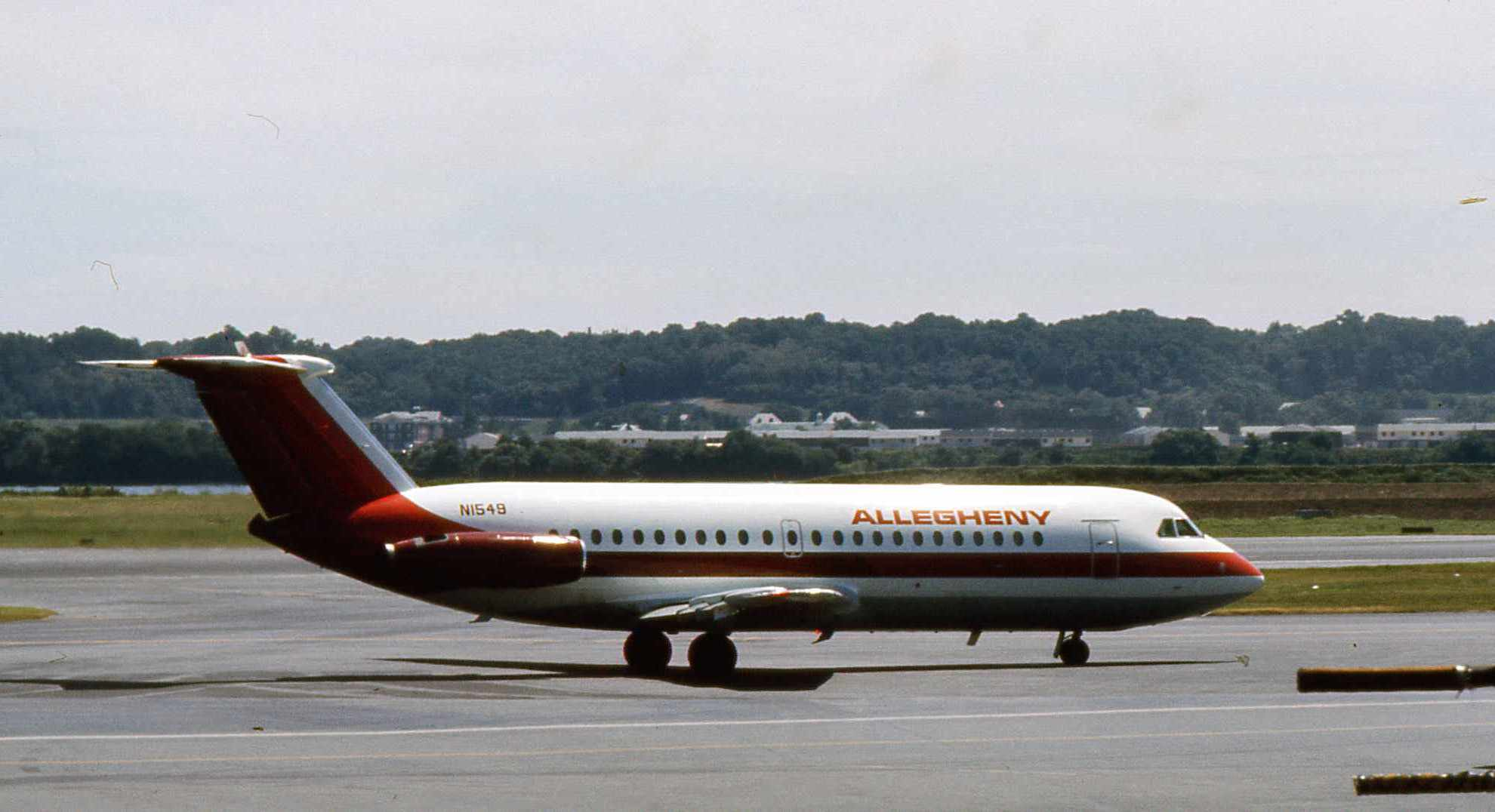
BAC 1-11 авиакомпании Allegheny Airlines в цветах новой ливреи, 1975 год

В 1949 году All American Aviation Company была переименована в All American Airways, обновлённая компания полностью сосредоточилась на обслуживании пассажирских маршрутов. 1 января 1953 года авиакомпания вновь сменила своё официальное название на Allegheny Airlines, под которым работала в течение более чем двух десятилетий.
Аналогично другим региональным авиакомпаниям США того времени деятельность Allegheny дотировалась федеральным правительством. Так, в 1962 году из 23,5 миллионов долларов США операционной выручки 6,5 миллионов долларов составили доходы, связанные с оказанием услуг государству (англ. public service revenue).
В 1961 году авиакомпания начала эксплуатацию шести самолётов Convair CV-540 с переоборудованными турбовинтовыми двигателями британского производства Napier Eland, что впоследствии оказалось неудачной идеей вследствие постоянных проблем с ними. Через несколько лет Allegheny Airlines приобрела несколько новых лайнеров Fairchild F-27J (назвав их «Vistaliner»), которые являлись американской версией Fokker F27. В дальнейшем по заказу компании была произведена замена двигателей самолётов Convair CV-580 на моторы производства General Motors/Allison. Обновлённые лайнеры получили общее название «Vistacruiser».
Allegheny Airlines стала первой авиакомпанией в мире, создавшей сеть аффилированных региональных перевозчиков (Allegheny Commuter).
Постепенно компания расширяла свою деятельность: в 1966 году ввела в эксплуатацию первый Douglas DC-9, в 1968 году поглотила авиакомпанию Lake Central Airlines, в 1972 году — авиакомпанию Mohawk Airlines, став тем самым крупнейшим авиаперевозчиком северо-восточной части Соединённых Штатов и шестой в мире по объёму перевозимых пассажиров. Однако, с расширением деятельности пришли и другие проблемы — в 1970-х годах Allegheny Airlines заслужила неофициальное прозвище Agony Air из-за своего неудовлетворительного сервиса.
После вступления в 1978 году в силу Федерального закона США о дерегулировании авиационных коммерческих перевозок авиакомпания сменила 28 октября 1979 года своё официальное название на USAir, что в дальнейшем позволило ей существенно расширить свою маршрутную сеть в юго-восточной части Соединённых Штатов.
|      | Allegheny | Mohawk                | Lake Central          |
| ---- | --------- | --------------------- | --------------------- |
| 1951 | 30        | 16                    | 5                     |
| 1955 | 56        | 49                    | 17                    |
| 1960 | 131       | 116                   | 36                    |
| 1965 | 289       | 348                   | 95                    |
| 1970 | 1683      | 566                   | (слияние в 1968 году) |
| 1975 | 3272      | (слияние в 1972 году) |                       |

## Инциденты и авиапроисшествия
- 1 декабря 1959 года. Самолёт Martin 2-0-2, выполнявший регулярный рейс 371 в Уильямспорт, разбился в горах при заходе на посадку в аэропорту назначения. Погибли 25 человек[8][9].
- 19 октября 1962 года, самолёт Convair 440 выполнял рейс Вашингтон — Провиденс. В заходе на посадку в промежуточном аэропорту города Хартфорд у лайнера внезапно открылась дверь аварийного выхода. Погибла стюардесса Франсуаза де Морье, выброшенная потоком воздуха в открытую дверь[10].
- 24 декабря 1968 года. Convair 580, следовавший регулярным рейсом 736 Детройт — Вашингтон, зацепил деревья и разбился при заходе на посадку в аэропорту Брадфорд (Пенсильвания). Погибло 20 человек из 47 на борту[11].
- 6 января 1969 года. Convair 580, выполнявший регулярный рейс 737 Вашингтон — Детройт, потерпел крушение при заходе на посадку в аэропорту Брадфорд (Пенсильвания). Погибли 11 человек из 28 на борту самолёта[12].
- 9 сентября 1969 года. Douglas DC-9, регулярный рейс 853 Цинциннати — Индианаполис. В процессе снижения для захода на посадку в Индианаполис лайнер столкнулся с пилотируемым стажёром небольшим частным самолётом Piper PA-28-140 Cherokee. Погибли все 83 человека, находившиеся на обоих самолётах.

- 7 июня 1971 года. Convair 580, регулярный рейс 485 из Вашингтона в Нью-Хейвен с промежуточной посадкой в Нью-Лондоне (Коннектикут). Самолёт упал перед взлётно-посадочной полосой аэропорта Нью-Хейвен. Погибло 26 пассажиров и 2 члена экипажа, двоим пассажирам и одному члену экипажа удалось выжить. Причиной авиакатастрофы стала ошибка пилота[13].
- 23 июня 1976 года. Douglas DC-9, следовавший регулярным рейсом 121 из Провиденса (Род-Айленд) в Мемфис (Теннесси) с тремя промежуточными посадками, при выполнении захода на посадку в международном аэропорту Филадельфия попал в сильный сдвиг ветра и упал за пределами ВПП. Всем 86 людям на борту лайнера удалось выжить[14].